# World Communion of Reformed Churches
World Communion of Reformed Churches, Internationella reformerta nattvardsgemenskapen (WCRC) är världens tredje största kyrkogemenskap, efter Romersk-katolska kyrkan och de Ortodoxa kyrkorna.
WCRC bildades i juni 2010 genom samgående mellan Reformed Ecumenical Council (REC) och World Alliance of Reformed Churches (WARF).

## Medlemskyrkor
Algeriet
- Eglise protestante d'Algérie

 Angola
- Igreja Evangélica Congregacional em Angola (IECA)
- Igreja Evangélica Reformanda de Angola (IERA)

 Argentina
- Iglesia Evangélica Congregacional Argentina
- Iglesia Presbiteriana Argentina

 Australien
- Christian Reformed Churches in Australia
- Congregational Federation of Australia
- Uniting Church in Australia

 Bangladesh
- Church of Bangladesh
- Evangelical Reformed Presbyterian Church in Bangladesh

 Belgien
- Verenigde Protestantse Kerk in België (VPKB)

 Bolivia
- Iglesia Evangélica Presbiteriana en Bolivia

 Botswana
- Dutch Reformed Church in Botswana

 Brasilien
- Igreja Evangélica Arabe de Sao Paulo
- Igrejas Evangélicas Reformadas no Brasil
- Igreja Presbiteriana Independente do Brasil
- Igreja Presbiteriana Unida do Brasil

 Bulgarien
- Evangelaska Kongreschanska Zewrkwa

 Burkina Faso
- Eglise evangelique reformee du Burkina Faso

 Myanmar
- Christian Reformed Church in Myanmar
- Independent Presbyterian Church of Myanmar
- Mara Evangelical Awnanopa
- Kawlram Presb Kohhran
- Reformed Presbyterian Church in Myanmar
- Evangelical Presbyterian Church in Myanmar

 Centralafrikanska republiken
- Eglise Protestante du Christ-Roi

 Chile
- Iglesia Presbiteriana de Chile
- Iglesia Evangélica Presbiteriana en Chile

 Colombia
- Iglesia Presbiteriana de Colombia

 Costa Rica
- Iglesia Evangélica Presbiteriana Costarricense

 Danmark
- Den reformerte Synode i Danmark

 Dominikanska republiken
- Christian Reformed Church of the Dominican Republic
- Iglesia Evangélica Dominicana

 Egypten
- El-Kanisah El-Injiliyah

 El Salvador
- Iglesia Reformada Calvinista de El Salvador

 Ekvatorialguinea
- Iglesia Reformada Presbiteriana de Guinea Ecuatorial

 Etiopien
- Etiopiska Evangeliska Mekane Yesus-kyrkan

 Filippinerna
- Christian Reformed Church in the Philippines

 Frankrike
- Église protestante réformée d'Alsace et de Lorraine (EPRAL)
- Église protestante unie de France
- Églises réformées évangéliques indépendantes
- Fiangonana Protestanta Malagasy

 Franska Polynesien
- Etaretia porotetani ma'ohi

 Ghana
- Presbyterian Church of Ghana
- Presbyteria Nyanyui Hame le Ghana

 Grekland
- Helliniki Evangeliki Ekklesia

 Grenada
- Presbyterian Church in Grenada

 Guatemala
- Iglesia Evangélica Nacional Presbiteriana de Guatemala

 Guyana
- Guyana Congregational Union
- Guyana Presbyterian Church
- Presbytery of Guyana

 Honduras
- Iglesia Cristiana Reformada de Honduras

 Indien
- Presbyterian Church of India

 Indonesien
- Gereja Kristen Indonesia
- Gereja Kristen Java
- Gereja Kristen Sumba
- Gereja Kristen Sumatra Bagian Selatan
- Gereja Toraja Mamasa
- Gereja Toraja

 Japan
- Reformed Church in Japan

 Kamerun
- Eglise évangélique du Cameroun
- Eglise protestante africaine
- Eglise presbyterienne camerounaise

 Kanada
- Presbyterian Church in Canada
- United Church of Canada

 Kenya
- Reformed Church of East Africa

 Kina 
- The Hong Kong Council of the Church of Christ in China
- China Christian Council

 Kongo-Brazzaville
- Eglise évangélique du Congo

 Kongo-Kinshasa
- Communaute évangélique du Congo
- Communaute presbytérienne au Congo
- Communaute presbyterienne du Kasai oriental
- Communaute presbyterienne de Kinshasa
- Communauté presbytérienne au Kasai occidental
- Communaute Protestante au Shaba
- Communauté Réformée des Presbyteriens

 Kroatien
- Reformirana Krscanska Crkva U Hrvatskoj

 Kuba
- Iglesia Presbiteriana-Reformada en Cuba

 Malawi
- Church of Central Africa Presbyterian

 Mexiko
- Associate Reformed Presbyterian Church of Mexico

 Moçambique
- Igreja reformada em Mocambique

 Nederländerna
- Protestantse Kerk in Nederland

 Nigeria
- Christian Reformed Church of Nigeria
- Nongo u Kristu u ken Sudan hen Tiv
- Evangelical Reformed Church of Christ in Nigeria
- Presbyterian Church of Nigeria
- Reformed Church of Christ in Nigeria

 Rwanda
- Eglise Presbytérienne au Rwanda

 Schweiz
- Schweizerischer Evangelischer Kirchenbund

 Serbien
- Szerbiai Református Keresztyén Egyház

 Sri Lanka
- Dutch Reformed Church in Sri Lanka

 Swaziland
- Swaziland Reformed Church

 Sverige
- Equmeniakyrkan

 Sydafrika
- Nederduitse Gereformeerde Kerk
- Dutch Reformed Church in Africa
- Reformed Church in Africa
- Nederduitsch Hervormed Kerk van Afrika

 Sydkorea
- Reformed Church of Korea (Chan Yang)

 Tjeckien
- Evangelische Kirche der Böhmischen Brüder

 Tyskland
- Evangelisch-altreformierte Kirche in Niedersachsen
- Lippische Landeskirche
- Reformierte Bund in Deutschland e. V.
- Synode Evangelisch-reformierter Kirchen in Bayern und Nordwestdeutschland

 Uganda
- Christian Reformed Church of East Africa
- Reformed Presbyterian Church in Uganda

 Ungern
- Magyarországi Református Egyház

 Uruguay
- Iglesia Evangélica del Rio de la Plata

 USA
- United Church of Christ

 USA och  Kanada
- Christian Reformed Church in North America
- Reformed Church in America

 Zambia
- Church of Central Africa Presbyterian - Zambia Synod
- Reformed Church in Zambia

 Zimbabwe
- Church of Central Africa Presbyterian - Harare Synod
- Reformed Church in Zimbabwe

 Österrike
- Evangelische Kirche Helvetischen Bekenntnisses in Österreich